# Белянин, Пётр Николаевич
Пётр Никола́евич Беля́нин (1926—2008) — советский и российский учёный в области машиностроения, член-корреспондент АН СССР (1984).

## Биография
Родился в 1926 году. В 1949 году окончил Харьковский авиационный институт. Работал на харьковском авиационном заводе.
С 1973 года директор Научно-исследовательского института авиационной технологии и организации производства.
В 1980—1982 профессор МАИ (по совместительству).
Похоронен на Ваганьковском кладбище в Москве (уч. 43).

## Научные интересы
Основные труды — в области автоматизации машиностроительных производств.
Он руководил созданием отечественного промышленного робота УМ-1 и гибкой производственной системы АЛПЗ-1, выпускающей корпусные детали летательных аппаратов.

## Награды
- Ленинская премия (1980)
- Государственная премия СССР (1986)
- Награждён 2 орденами Трудового Красного Знамени
- орденом «Знак Почёта»
- лауреат Премий Правительства РФ (1995, 1999).